# Gilles Lapouge
Gilles Lapouge (Digne-les-Bains, 7 de novembro de 1923 —  Paris, 31 de julho de 2020) foi um escritor e jornalista francês radicado no Brasil. Possuía uma coluna no jornal O Estado de S. Paulo, desde 1951.

## Biografia
Ele passou a sua infância na Argélia, onde o pai era militar. Estudou primeiro história e geografia, antes de tornar-se jornalista. Ele contou sua ida para o Brasil  em seu livro Equinoxiales, salientando seu desembarque no Rio de Janeiro e sua viagem para São Paulo, onde chegou no dia 20 de Janeiro de 1950. Ele trabalhou como redator econômico no jornal O Estado de S. Paulo, na época o mais poderoso da América Latina. Três anos depois, em 1953, voltou para a França, onde habita, continuando a escrever crônicas para este jornal há mais de 50 anos. Numa entrevista dada a jornalista Raphaëlle Rérolle, da edição online do jornal Le Monde, ele disse, sorrindo: «Eu calculei haver escrito [para o Estadão] o equivalente de 60 volumes da Pléiade, célebre coleção de livros que publica obras completas de grandes autores.» O acervo das crônicas de Gilles Lapouge pode ser consultado no Estadão, provando a singular fidelidade do jornalista ao  jornal brasileiro e  sua erudição fora do comum, permitindo-lhe  abordar assuntos referentes a diversas disciplinas com grande mestria.
Três anos mais tarde, voltou definitivamente para o seu país natal, começando a colaborar com os jornais Le Monde, Le Figaro Littéraire e Combat. É que este escritor, autor de ensaios, de narrações, de romances, jamais deixou de ser jornalista. Pouco tempo depois, começou a trabalhar na estação de rádio estatal France Culture onde ficou 20 anos, produzindo a emissão Agora e em seguida En étrange pays. Quase ao mesmo tempo, convidado pelo jornalista e escritor Bernard Pivot, iniciou uma longa colaboração no programa literário semanal  de televisão  Ouvrez les guillemets , que mais tarde  passou a se chamar  Apostrophes, um dos programas literários mais célebres da história  televisual francesa.
Morreu no dia 31 de julho de 2020 em Paris, aos 96 anos. Estava se recuperando no hospital, depois de uma cirurgia, e a causa da morte foi uma infecção pulmonar.

## Dictionnaire Amoureux du Brésil
Lapouge teve uma verdadeira afeição pelo Brasil, sua gente, sua geografia, sua fauna, sua flora, como podemos ler desde as primeiras linhas da Introdução  do seu Dictionnaire amoureux du Brésil. “Quando cheguei neste continente, em 1951, eu vinha de uma Europa sombria, extenuada, com sabor amargo de antigos combatentes, de soldados derrotados e de fornos crematórios (...). O Brasil era o contrário, colorido. Passeavam nas ruas peles negras, brancas, coradas ou douradas, e elas divertiam-se juntas”.

## Obras literárias
- Utopie et civilisations(Utopia e civilizações), 1973
- La Révolution sans modèle, com François Châtelet e Olivier Revault d'Allonnes (A revolução sem modelo, com François Châtelet e Olivier Revault d'Allonnes), Mouton, 1974
- Équinoxiale, Flammarion, Paris, 1977, ISBN 2-08-060963-7
- Un soldat en déroute, Editeur Gallimard, 1981, ISBN 2-07-037262-6
- Le Singe de la montre, 1982
- La Bataille de Wagram (A Batalha de Wagram], Flammarion, Prix des Deux Magots, 1987
- Les folies  Koenigsmark (As Locuras de Koenigsmark), Albin Michel, 2006, ISBN 2-22-603796-9
- L'Incendie de Copenhague(O Incêndio de Copenhaga, Albin Michel, Lipp|Prix Cazes, 1996
- Le Bruit de la neige (O Barulho da neve), Albin Michel
- Besoin de mirages (Precisar de miragens), Seuil, 1998
- Au revoir l’Amazonie, 2000, (publié sur Internet, au Brésil)
- Les Pirates (Os Piratas), Editeur Phebus, 2001, ISBN 2-75-290597-1
- Les Femmes, la Pornographie, l’Erotisme, Editions Points, 2001, ISBN 2-02-005426-4
- La Mission des frontières (A Missão das fronteiras), Albin Michel, 2002
- Les Bois des amoureux (Os bosques dos amorosos) , Albin Michel, 2006 ISBN 2-22-617333-1
- L'Encre du voyageur (A Tinta do viajante),  Prêmio Fémina do melhor ensaio, A. Michel, 2007, ISBN 9-78-2219760-3
- La Légende de la géographie (A Lenda da geografia), Albin Michel, 2009
- La Maison des lettres. Conversations avec Christophe Mercier, Phébus, 2009
- Dictionnaire amoureux du Brésil, Ed. Plon, Paris, 2011, ISBN  978-2-259-20925-0